# (4330) Vivaldi
(4330) Vivaldi est un astéroïde de la ceinture principale.

## Description
(4330) Vivaldi est un astéroïde de la ceinture principale découvert le 19 octobre 1982 par Freimut Börngen à l'Observatoire Karl-Schwarzschild de Tautenburg.

## Nom
Il est nommé en hommage à Antonio Vivaldi (1678-1741), compositeur et violoniste virtuose vénitien de l'époque baroque,.